# Беррокалехо-де-Арагона
Беррокалехо-де-Арагона (ісп. Berrocalejo de Aragona) — муніципалітет в Іспанії, у складі автономної спільноти Кастилія-і-Леон, у провінції Авіла. Населення — 50 осіб (2010).
Муніципалітет розташований на відстані близько 80 км на північний захід від Мадрида, 9 км на північний схід від Авіли.

## Демографія
Динаміка населення (INE ):